# ナイン・ドラゴンズ (小説)
ナインドラゴンズ(原題：Nine Dragons)は、米国のミステリー作家マイクル・コナリーによる21番目の長編小説であり、ロサンゼルスの刑事ハリー・ボッシュシリーズの14番目の長編小説である。 
ロサンゼルス市内の酒屋の強盗殺人事件に端を発し、香港に住むボッシュの娘マディの誘拐に発展する事件をボッシュが追うストーリーを描く。

## あらすじ
ボッシュと相棒のフェラスは、市内の酒店での強盗殺人事件の捜査に駆り出される。店主の老人リーが胸に銃弾を受けて死亡していた。アジア系ギャング対策班(AGU)のデヴィッド・チュー刑事とともに、ボッシュは捜査を開始する。事件当時の監視カメラ映像は盗まれていたが、過去の映像には店主からみかじめ料を徴収する中国系の男が映っており、チューはこの地域に勢力を持っている中国系マフィア三合会の手先だろうと予想する。店主リーには妻と息子、娘がおり、息子のロバートは別の場所に酒店を営んでいた。ロバートは父親がみかじめ料を払っていたことを認める。リーの死体の体内からは薬莢が1つ見つかり、ボッシュはそれを科学捜査課に持ち込み、指紋を調べるように依頼する。
チューは地元警察を使って監視カメラに映っていた人物チャンを見つけることに成功する。ボッシュらが監視すると、彼はロバートの店に行き、死んだ父に代わってみかじめ料を払うようにロバートを脅すが、翌日になると荷物をまとめて空港に向かう。高飛びを恐れたボッシュたちは空港で彼を逮捕する。するとボッシュの携帯電話にチャンから手を引くように脅しの連絡が入り、その直後に香港にエレノアと住むマディの携帯電話から、マディが縛られて拘束されているビデオが送られてくる。
ボッシュはただちに香港に飛び、エレノアと合流する。彼女は香港でプロのポーカープレイヤーであり、ボディガードであり恋人でもあるサン・イーと行動を共にしていた。3人はマディから送られた映像の背景に映っている景色をヒントに監禁場所を絞り込み、それが九龍にある重慶大厦であると断定する。そのビルで監禁場所と思われる部屋に踏み込むが、すでにもぬけの殻でマディを見つけることができない。しかも部屋から出たところを強盗に襲われて撃ち合いになり、エレノアが流れ弾に当たって死亡してしまう。
失意のボッシュとサン・イーは、この部屋を借りていた人物の住所を手に入れてそこに向かう。その部屋にはマディの遊び相手だった女の子とその兄が死体で見つかり、マディの携帯電話が処分されているのも見つかる。ボッシュたちは携帯電話の電話帳に謎の電話番号を見つけ、その持ち主が貿易会社であることを突き止めて、その会社がある波止場に駆けつける。その波止場には貨物船が停泊しており、ボッシュたちはその船に潜入する。その船の乗組員らとの戦いに勝ったボッシュらは、船の外に停められていた車のトランクでマディを見つけて救出に成功する。
サン・イーを香港に残してボッシュとマディは帰国する。渡航前に逮捕していたチャンは証拠不十分で釈放されてしまうが、科学捜査課で調べていた薬莢からは第三者の指紋が発見される。その指紋の持ち主はこれまでまったく捜査線上に登らなかった若者であったが、事情聴取する中で彼が酒店の息子ロバートや彼の店を手伝っているラムの大学時代の友人であったことが判明する。結局、酒店の強盗殺人事件はロバートと姉が企んでラムが実行犯だったことが明らかになる。ボッシュらは彼らの逮捕に向かおうとするが、先に彼らを監視していたフェラスが功を焦って単独で乗り込み、ロバートの姉に撃ち殺されてしまう。姉はその場で自殺し、ロバートが逮捕されて酒店強盗殺人事件は落着する。
酒店強盗殺人事件に三合会やチャンが無関係だったとするとマディはなぜ誰に誘拐されたのかという謎が残るが、最後にマディがボッシュに打ち明けたところによると、誘拐事件は元々マディがボッシュに迎えに来てほしくて友人と計画した狂言であったが、途中から友人の兄がマディを臓器売買組織に売ろうとしたものであった。マディは自分のせいでエレノアや関係者が死亡したと自分を責めるが、ボッシュはそれを否定して慰めるのだった。

## 登場人物
- ハリー・ボッシュ：ロサンゼルス市警の刑事
- デイヴィッド・チュー：ロサンゼルス市警アジア系ギャング対策班の刑事
- イグナシオ・フェラス：ボッシュの相棒
- マデリン（マディ）：ボッシュとエレノアの娘
- エレノア・ウィッシュ：ボッシュの元妻、元FBI捜査官、プロのポーカープレイヤー
- サン・イー：エレノアのボディガードで恋人
- ジョン・リー：酒店強盗殺害事件の被害者
- ロバート・リー：ジョンの息子、酒店経営者
- ミア・リー：ロバートの姉
- ボージン・チャン：酒店強盗殺害事件の容疑者
- ラリー・ギャンドル：ボッシュの上司

## 制作

### 構想
著者コナリーは、本作の創作動機を自身のホームページに記しており、その中で、本作が長い間温めていたストーリーであること、ボッシュという孤高でタフな人物が娘という弱点を持つことを描くためにマディがある程度成長するまで待っていたことなどを語っている。

### 後日談
著者コナリーが本作のために香港に取材旅行をしたのと同時期にトロントから香港を訪れていた31歳の女性が行方不明になる事件が発生し、彼女が最後に確認されたのはコナリーが訪れた2日前の重慶大厦だった。コナリーは本書のプロモーションのために香港の映像をYouTubeにアップロードした際に関連動画として表示されたこの事件に関する動画を見て初めてこの事件を知り心を痛め、取材のために撮影した動画を何回も見直して彼女が映っていないかを探したと述べた。